# Olof Bang
Olof Bang, född 1686, död 13 november 1750 i Billeberga församling, var en svensk organist i Malmö och präst i Billeberga församling.

## Biografi
Olof Bang var son till stadsmusikanten Anders Bang i Kristianstad. Han arbetade som kollega vid Landskrona trivialskola i 17 år. Bang utnämndes 1737 till kyrkoherde i Billeberga församling, Billeberga pastorat och tillträdde tjänsten samma år. Han avled 13 november 1750 i Billeberga församling.
Bang var även från 1712–1714 stadsmusikant i Lund. Han var från 1714 organist i Caroli församling. Bang var även organist från 1714 till 1737 i Sankt Petri församling, Malmö.
Bang gifte sig med Christina Christensdotter Kappel. Hon hade tidigare varit gift med musikanten och organisten Rasmus Jönsson Cronland.